# Gotartów

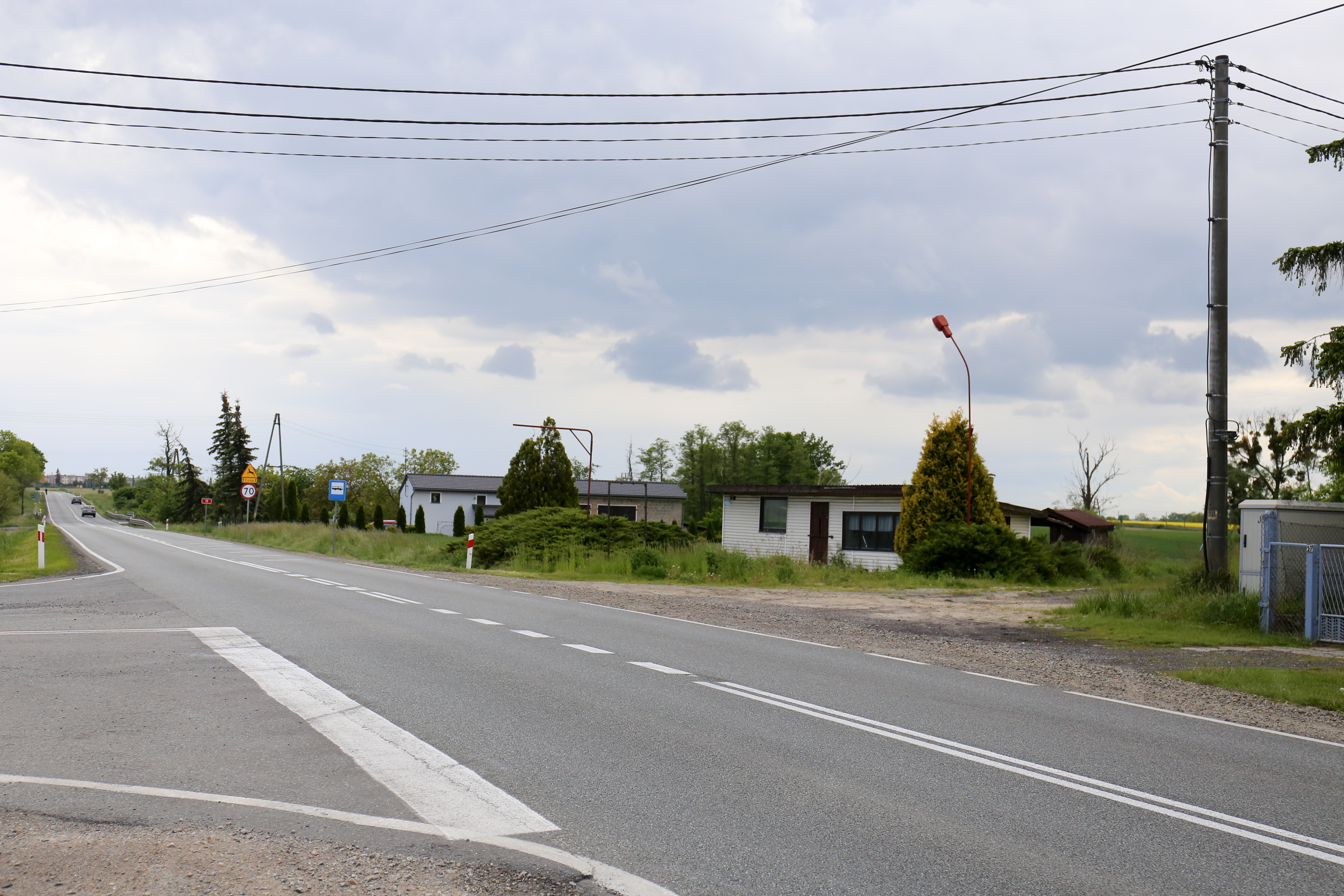
Vue de Gotartów

Gotartów est une localité polonaise de la gmina et du powiat de Kluczbork en voïvodie d'Opole.